# Oren Peli
Oren Peli, född 21 januari 1970 i Ramat Gan i närheten av Tel Aviv i Israel, är en israelisk filmregissör, filmproducent och manusförfattare, känd för att vara regissör på skräckfilmen Paranormal Activity. Han är också producent på de sex andra resterande filmerna i Paranormal Activity-serien, samt på alla filmer i Insidious-serien, och 2012 års skräckfilm The Lords of Salem.

## Filmografi

### Filmer
- 2007 – Paranormal Activity
- 2010 – Paranormal Activity 2
- 2011 – Insidious
- 2011 – Paranormal Activity 3
- 2012 – Paranormal Activity 4
- 2012 – The Bay
- 2012 – Chernobyl Diaries
- 2013 – The Lords of Salem
- 2013 – Insidious: Chapter 2
- 2014 – Paranormal Activity: The Marked Ones
- 2015 – Area 51
- 2015 – Insidious: Chapter 3
- 2015 – Paranormal Activity: The Ghost Dimension
- 2018 – Insidious: The Last Key
- 2021 – Paranormal Activity: Next of Kin
- 2023 – Insidious: The Red Door

### TV-serier
- 2012 – The River (TV-serie)